# 20e étape du Tour de France 2004
Pour un article plus général, voir Tour de France 2004.
La 20e étape du Tour de France 2004 s'est déroulée le 25 juillet 2004 sur 163 kilomètres entre Montereau et les Champs-Élysées. Le Belge Tom Boonen remporte l'étape devant le Français Jean-Patrick Nazon. L'Américain Lance Armstrong remporte un sixième Tour de France, record du genre. Le Français Richard Virenque remporte le classement du meilleur grimpeur pour la septième fois, record du genre. L'Australien Robbie McEwen remporte le classement par points tandis que le Russe Vladimir Karpets s'adjuge le classement du meilleur jeune. L'équipe T-Mobile remporte le classement par équipes.

## Classement de l'étape
| \| Classement de l'étape \| Classement de l'étape \| Classement de l'étape \| Classement de l'étape \| Classement de l'étape \| \| Coureur \| Coureur \| Pays \| Équipe \| Temps \| \| --------------------- \| --------------------- \| --------------------- \| ------------------------------- \| --------------------- \| \| 1er \| Tom Boonen \| Belgique \| Quick Step-Davitamon \| 4 h 08 min 26 s \| \| 2e \| Jean-Patrick Nazon \| France \| AG2R Prévoyance \| + 0 s \| \| 3e \| Danilo Hondo \| Allemagne \| Gerolsteiner \| + 0 s \| \| 4e \| Robbie McEwen \| Australie \| Lotto-Domo \| + 0 s \| \| 5e \| Erik Zabel \| Allemagne \| T-Mobile \| + 0 s \| \| 6e \| Jimmy Casper \| France \| Cofidis-Le Crédit par Téléphone \| + 0 s \| \| 7e \| Stuart O'Grady \| Australie \| Cofidis-Le Crédit par Téléphone \| + 0 s \| \| 8e \| Baden Cooke \| Australie \| Fdjeux.com \| + 0 s \| \| 9e \| Massimiliano Mori \| Italie \| Domina Vacanze \| + 0 s \| \| 10e \| Bram de Groot \| Pays-Bas \| Rabobank \| + 0 s \| |                    |           |                                 |                 |
| |                    |           |                                 |                 |
| |                    |           |                                 |                 |
| Classement de l'étape |                    |           |                                 |                 |
| Coureur | Coureur            | Pays      | Équipe                          | Temps           |
| 1er | Tom Boonen         | Belgique  | Quick Step-Davitamon            | 4 h 08 min 26 s |
| 2e | Jean-Patrick Nazon | France    | AG2R Prévoyance                 | + 0 s           |
| 3e | Danilo Hondo       | Allemagne | Gerolsteiner                    | + 0 s           |
| 4e | Robbie McEwen      | Australie | Lotto-Domo                      | + 0 s           |
| 5e | Erik Zabel         | Allemagne | T-Mobile                        | + 0 s           |
| 6e | Jimmy Casper       | France    | Cofidis-Le Crédit par Téléphone | + 0 s           |
| 7e | Stuart O'Grady     | Australie | Cofidis-Le Crédit par Téléphone | + 0 s           |
| 8e | Baden Cooke        | Australie | Fdjeux.com                      | + 0 s           |
| 9e | Massimiliano Mori  | Italie    | Domina Vacanze                  | + 0 s           |
| 10e | Bram de Groot      | Pays-Bas  | Rabobank                        | + 0 s           |

## Classement général
Initialement vainqueur de ce Tour de France et de cinq étapes, dont celle-ci, Lance Armstrong a été déclassé en octobre 2012 pour plusieurs infractions à la réglementation antidopage. Ses victoires n'ont pas été attribuées à d'autres coureurs. Son nom est rayé dans le tableau ci-dessous.
En 2012, Levi Leipheimer fait partie des anciens coureurs de l'US Postal/Discovery Channel témoignant devant l'USADA des pratiques de dopage au sein de cette équipe. Il avoue s'être dopé entre 1999 et 2007. L'USADA le suspend pour six mois à compter du 1er septembre 2012 et lui retire les résultats sportifs obtenus du 1er juin 1999 au 30 juillet 2006, et du 7 au 29 juillet 2007.
| \| Classement général \| Classement général \| Classement général \| Classement général \| Classement général \| \| Coureur \| Coureur \| Pays \| Équipe \| Temps \| \| ------------------ \| ------------------ \| ------------------ \| ----------------------------- \| ------------------ \| \| 1er \| Lance Armstrong \| États-Unis \| US Postal Service-Berry Floor \| DQ \| \| 2e \| Andreas Klöden \| Allemagne \| T-Mobile \| + 6 min 19 s \| \| 3e \| Ivan Basso \| Italie \| CSC \| + 6 min 40 s \| \| 4e \| Jan Ullrich \| Allemagne \| T-Mobile \| + 8 min 50 s \| \| 5e \| José Azevedo \| Portugal \| US Postal Service-Berry Floor \| + 14 min 30 s \| \| 6e \| Francisco Mancebo \| Espagne \| Illes Balears-Banesto \| + 18 min 01 s \| \| 7e \| Georg Totschnig \| Autriche \| Gerolsteiner \| + 33 min 27 s \| \| 8e \| Carlos Sastre \| Espagne \| CSC \| + 19 min 51 s \| \| 9e \| Levi Leipheimer \| États-Unis \| Rabobank \| + 20 min 12 s \| \| 10e \| Óscar Pereiro \| Espagne \| Phonak Hearing Systems \| + 22 min 54 s \| |                   |            |                               |               |
| |                   |            |                               |               |
| |                   |            |                               |               |
| Classement général |                   |            |                               |               |
| Coureur | Coureur           | Pays       | Équipe                        | Temps         |
| 1er | Lance Armstrong   | États-Unis | US Postal Service-Berry Floor | DQ            |
| 2e | Andreas Klöden    | Allemagne  | T-Mobile                      | + 6 min 19 s  |
| 3e | Ivan Basso        | Italie     | CSC                           | + 6 min 40 s  |
| 4e | Jan Ullrich       | Allemagne  | T-Mobile                      | + 8 min 50 s  |
| 5e | José Azevedo      | Portugal   | US Postal Service-Berry Floor | + 14 min 30 s |
| 6e | Francisco Mancebo | Espagne    | Illes Balears-Banesto         | + 18 min 01 s |
| 7e | Georg Totschnig   | Autriche   | Gerolsteiner                  | + 33 min 27 s |
| 8e | Carlos Sastre     | Espagne    | CSC                           | + 19 min 51 s |
| 9e | Levi Leipheimer   | États-Unis | Rabobank                      | + 20 min 12 s |
| 10e | Óscar Pereiro     | Espagne    | Phonak Hearing Systems        | + 22 min 54 s |

## Classements annexes
| Classement par points | Classement par points | Classement par points | Classement par points           | Classement par points |
| Coureur               | Coureur               | Pays                  | Équipe                          | Points                |
| --------------------- | --------------------- | --------------------- | ------------------------------- | --------------------- |
| 1er                   | Robbie McEwen         | Australie             | Lotto-Domo                      | 272 pts               |
| 2e                    | Thor Hushovd          | Norvège               | Crédit Agricole                 | 247 pts               |
| 3e                    | Erik Zabel            | Allemagne             | T-Mobile                        | 245 pts               |
| 4e                    | Stuart O'Grady        | Australie             | Cofidis-Le Crédit par Téléphone | 234 pts               |
| 5e                    | Danilo Hondo          | Allemagne             | Gerolsteiner                    | 227 pts               |

| Classement par points | Classement par points | Classement par points | Classement par points           | Classement par points |
| Coureur               | Coureur               | Pays                  | Équipe                          | Points                |
| --------------------- | --------------------- | --------------------- | ------------------------------- | --------------------- |
| 1er                   | Robbie McEwen         | Australie             | Lotto-Domo                      | 272 pts               |
| 2e                    | Thor Hushovd          | Norvège               | Crédit Agricole                 | 247 pts               |
| 3e                    | Erik Zabel            | Allemagne             | T-Mobile                        | 245 pts               |
| 4e                    | Stuart O'Grady        | Australie             | Cofidis-Le Crédit par Téléphone | 234 pts               |
| 5e                    | Danilo Hondo          | Allemagne             | Gerolsteiner                    | 227 pts               |

| Classement de la montagne | Classement de la montagne | Classement de la montagne | Classement de la montagne     | Classement de la montagne |
| Coureur                   | Coureur                   | Pays                      | Équipe                        | Points                    |
| ------------------------- | ------------------------- | ------------------------- | ----------------------------- | ------------------------- |
| 1er                       | Richard Virenque          | France                    | Quick Step-Davitamon          | 226 pts                   |
| 2e                        | Lance Armstrong           | États-Unis                | US Postal Service-Berry Floor | DQ                        |
| 3e                        | Michael Rasmussen         | Danemark                  | Rabobank                      | 119 pts                   |
| 4e                        | Ivan Basso                | Italie                    | CSC                           | 119 pts                   |
| 5e                        | Christophe Moreau         | France                    | Crédit Agricole               | 115 pts                   |

| Classement de la montagne | Classement de la montagne | Classement de la montagne | Classement de la montagne     | Classement de la montagne |
| Coureur                   | Coureur                   | Pays                      | Équipe                        | Points                    |
| ------------------------- | ------------------------- | ------------------------- | ----------------------------- | ------------------------- |
| 1er                       | Richard Virenque          | France                    | Quick Step-Davitamon          | 226 pts                   |
| 2e                        | Lance Armstrong           | États-Unis                | US Postal Service-Berry Floor | DQ                        |
| 3e                        | Michael Rasmussen         | Danemark                  | Rabobank                      | 119 pts                   |
| 4e                        | Ivan Basso                | Italie                    | CSC                           | 119 pts                   |
| 5e                        | Christophe Moreau         | France                    | Crédit Agricole               | 115 pts                   |

| Classement du meilleur jeune | Classement du meilleur jeune | Classement du meilleur jeune | Classement du meilleur jeune | Classement du meilleur jeune |
| Coureur                      | Coureur                      | Pays                         | Équipe                       | Temps                        |
| ---------------------------- | ---------------------------- | ---------------------------- | ---------------------------- | ---------------------------- |
| 1er                          | Vladimir Karpets             | Russie                       | Illes Balears-Banesto        | 84 h 01 min 13 s             |
| 2e                           | Sandy Casar                  | France                       | Fdjeux.com                   | + 3 min 42 s                 |
| 3e                           | Thomas Voeckler              | France                       | Brioches La Boulangère       | + 5 min 01 s                 |
| 4e                           | Michael Rogers               | Australie                    | Quick Step-Davitamon         | + 16 min 28 s                |
| 5e                           | Iker Camaño                  | Espagne                      | Euskaltel-Euskadi            | + 22 min 03 s                |

| Classement du meilleur jeune | Classement du meilleur jeune | Classement du meilleur jeune | Classement du meilleur jeune | Classement du meilleur jeune |
| Coureur                      | Coureur                      | Pays                         | Équipe                       | Temps                        |
| ---------------------------- | ---------------------------- | ---------------------------- | ---------------------------- | ---------------------------- |
| 1er                          | Vladimir Karpets             | Russie                       | Illes Balears-Banesto        | 84 h 01 min 13 s             |
| 2e                           | Sandy Casar                  | France                       | Fdjeux.com                   | + 3 min 42 s                 |
| 3e                           | Thomas Voeckler              | France                       | Brioches La Boulangère       | + 5 min 01 s                 |
| 4e                           | Michael Rogers               | Australie                    | Quick Step-Davitamon         | + 16 min 28 s                |
| 5e                           | Iker Camaño                  | Espagne                      | Euskaltel-Euskadi            | + 22 min 03 s                |

| Classement par équipes | Classement par équipes        | Classement par équipes | Classement par équipes |
| Équipe                 | Équipe                        | Pays                   | Temps                  |
| ---------------------- | ----------------------------- | ---------------------- | ---------------------- |
| 1re                    | T-Mobile                      | Allemagne              | 248 h 58 min 43 s      |
| 2e                     | US Postal Service-Berry Floor | États-Unis             | + 2 min 42 s           |
| 3e                     | CSC                           | Danemark               | + 10 min 33 s          |
| 4e                     | Illes Balears-Banesto         | Espagne                | + 52 min 26 s          |
| 5e                     | Quick Step-Davitamon          | Belgique               | + 57 min 33 s          |

| Classement par équipes | Classement par équipes        | Classement par équipes | Classement par équipes |
| Équipe                 | Équipe                        | Pays                   | Temps                  |
| ---------------------- | ----------------------------- | ---------------------- | ---------------------- |
| 1re                    | T-Mobile                      | Allemagne              | 248 h 58 min 43 s      |
| 2e                     | US Postal Service-Berry Floor | États-Unis             | + 2 min 42 s           |
| 3e                     | CSC                           | Danemark               | + 10 min 33 s          |
| 4e                     | Illes Balears-Banesto         | Espagne                | + 52 min 26 s          |
| 5e                     | Quick Step-Davitamon          | Belgique               | + 57 min 33 s          |